# Robin Gray
Pour les articles homonymes, voir Robert Gray (homonymie) et Gray.
Robert McDowall Gray, dit Robin Gray, né à Borgue le 2 juillet 1931 et mort à Mosgiel le 2 avril 2022, est un homme politique néo-zélandais.

## Biographie
Né dans le comté du Kirkcudbrightshire dans les Basses-Terres d'Écosse, il est de sensibilité socialiste dans sa jeunesse, convaincu de la nécessité d'une action de l'État pour aider les pauvres. Après son service militaire, il renonce à son idée d'intégrer le clergé de l'Église presbytérienne, et émigre en Nouvelle-Zélande en 1952 pour s'y établir comme fermier ovin ; il bénéficie de la politique du gouvernement néo-zélandais qui, à cette date, paie le billet de bateau pour les immigrés britanniques, seules £ 10 restant à la charge de ces derniers. 
Il s'établit à Waitahuna, et en 1956 devient membre du Parti national, bien implanté dans les zones rurales. En 1978 il est élu député de la circonscription de Clutha (qui couvre le sud de l'Otago) à la Chambre des représentants de Nouvelle-Zélande. En 1987 il devient le whip du groupe parlementaire du parti, et à l'issue des élections législatives de 1990 remportées par le Parti national, il est élu président de la Chambre des représentants ; c'est la première fois que le candidat du gouvernement à la présidence est secondé par l'opposition parlementaire (travailliste). Alliant pragmatisme, bon sens et un attachement aux traditions parlementaires héritées du modèle de Westminster, il est un président respecté de tous.
Le Parti national n'obtient que cinquante sièges, soit tout juste la majorité absolue, aux élections de 1993. Reconduire Robin Gray à la présidence de la Chambre aurait donc privé le gouvernement de Jim Bolger de sa majorité parlementaire, car le président à cette date ne peut pas voter lors des délibérations de la Chambre. Le Premier ministre demande donc à Robin Gray de renoncer à la présidence, ce qu'il accepte à contrecœur, et fait élire président le député travailliste Peter Tapsell. Fait chevalier en 1994, Robin Gray est nommé ministre adjoint au ministre des Affaires étrangères Don McKinnon, avec pour responsabilité particulière la politique étrangère de la Nouvelle-Zélande auprès des îles du Pacifique. Ses fonctions l'amènent entre autres à visiter l'Afrique du Sud post-apartheid et à y rencontrer le président Nelson Mandela. En 1996, il signe le Traité d'interdiction complète des essais nucléaires à New York au nom de la Nouvelle-Zélande.
Il ne se représente pas aux élections de 1996 et, lors de sa dernière prise de parole à la Chambre des représentants, remercie la Nouvelle-Zélande pour les opportunités qu'elle lui a apportées en tant qu'immigré, et l'exhorte à demeurer ouverte à l'immigration. Il meurt à son domicile en avril 2022 à l'âge de 90 ans.